# Dasyprocta
Dasyprocta és un gènere de rosegadors que viuen a àrees de Centreamèrica, el Carib i el nord de Sud-amèrica. Les espècies d'aquest grup estan relacionades amb els conills porquins i tenen un aspecte bastant similar, però amb potes més llargues. Les espècies varien en color des d'un lleonat a un marró fosc, amb la part inferior més clara. El seu cos està cobert de pèl bast que s'eriça quan l'animal s'alarma. Mesuren uns 50 cm de llarg, amb una curta cua calba.

## Taxonomia
- D. azarae
- Agutí de Coiba (D. coibae)
- D. cristata
- Agutí negre (D. fuliginosa)
- D. guamara
- D. iacki
- D. kalinowskii
- Agutí (D. leporina)
- D. mexicana
- D. prymnolopha
- Agutí centreamericà (D. punctata)
- D. ruatanica
- D. variegata

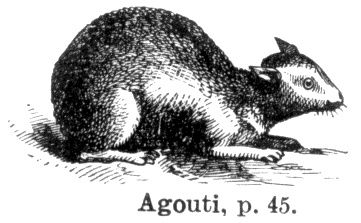
Dibuix d'un agutí
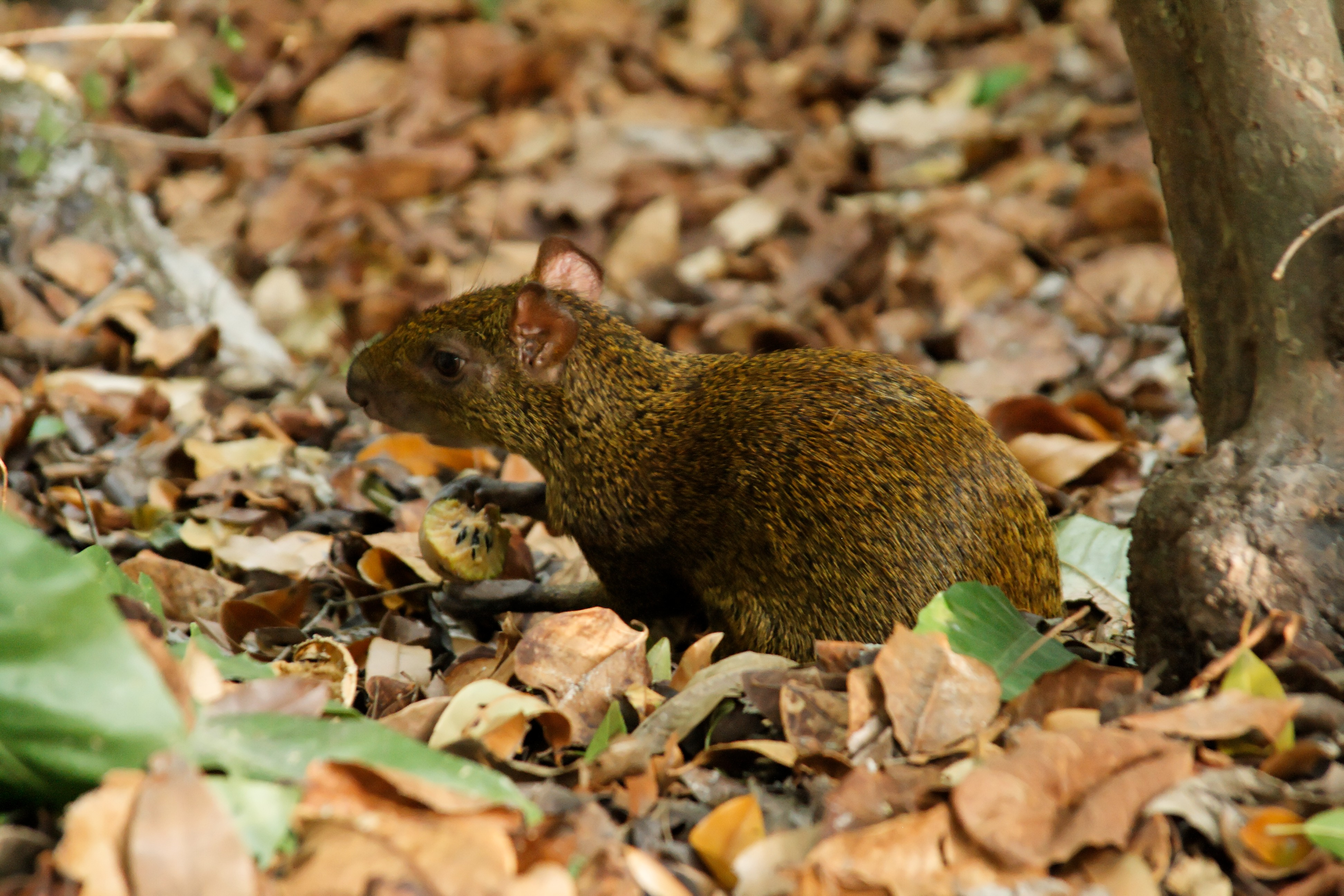
Agutí mexicà menjant fruita
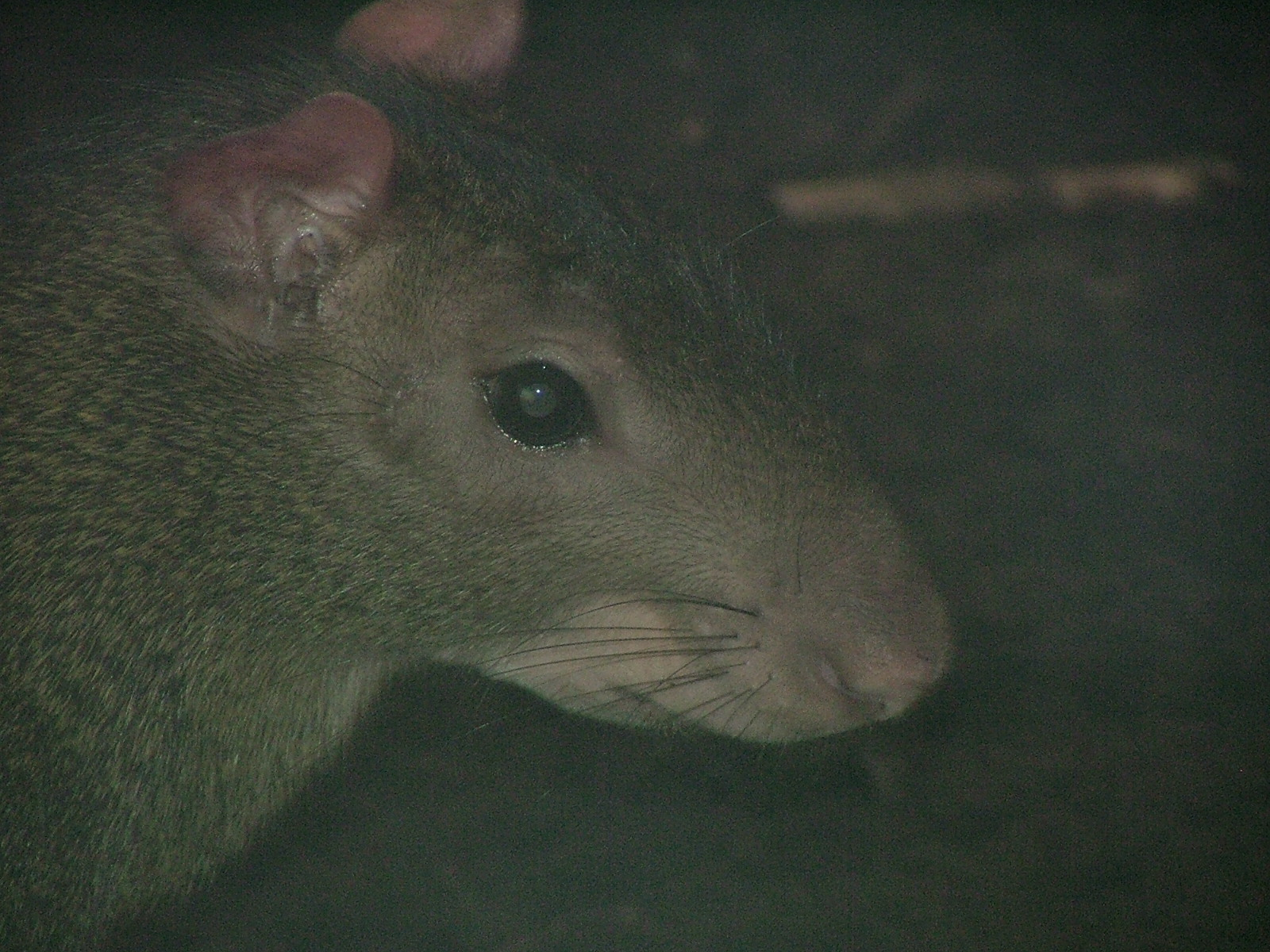
Dasyprocta leporina